# Friedrich Pauli (Mediziner)
Friedrich Pauli (* 3. Februar 1804 in Landau in der Pfalz; † 21. Januar 1868 ebenda) war ein deutscher Arzt und Chirurg.

## Leben
Pauli war der Sohn des Medizinalrats Friedrich Pauli. Er erhielt seine Schulbildung am Lyzeum Speyer und am Gymnasium Karlsruhe. 1821 schrieb er sich an der Universität Straßburg ein, von dort wechselte er 1822 an die Universität Göttingen. An der Göttinger Universität wurde er, von Konrad Johann Martin Langenbeck begleitet, mit der Dissertation De vulneribus sanandis zum Dr. med. promoviert. Für seine Dissertation wurde er mit einem Preis ausgezeichnet. Pauli war 1825/1826 in München. Dort studierte er bei Ernst von Grossi und Johann Nepomuk von Ringseis, anschließend in Berlin bei Carl Ferdinand von Graefe, Adam Elias von Siebold und Johann Nepomuk Rust. 1826 bestand er in München die Staatsprüfung. Von 1826 bis 1828 unternahm er eine Studienreise über Prag, Wien und Paris.
Pauli ließ sich 1828 in seiner Heimatstadt nieder. Er galt als hervorragender Arzt und Operateur, unter anderem für Staroperationen. Sein praktisches und schriftstellerisches Wirken erlangte schnell Bekanntheit, sodass er schließlich von 22 gelehrten Gesellschaften zum Mitglied ernannt worden war. 1854 wurde er unter dem Beinamen v. Walther II. als Nr. 1707 in die Leopoldina aufgenommen, zudem war er aktives Mitglied der Pollichia. 1846 lehnte er einen Ruf als außerordentlicher Professor der Medizin an die Universität Würzburg ab.

## Werke (Auswahl)
- Über den grauen Staar und die Verkrümmungen und eine neue Heilart dieser Krankheiten, Hallberg, Stuttgart 1838 (Digitalisat).
- Ueber Pollutionen, mit besonderer Beziehung auf Lallemand’s Schrift über diese Krankheiten, Lang, Speyer 1841 (Digitalisat).
- Die in der Pfalz und den angrenzenden Gegenden üblichen Volksheilmittel, Gottschick, Neustadt 1842 (Digitalisat).
- Über Contagiosität und Erblichkeit der Syphiliss, sowie über das Verhältnis des Schanker-Contagiums zur Vaccine, Bensheimer, Mannheim 1854 (Digitalisat).
- Der Croup. Stahel, Würzburg 1865 (Digitalisat), Zweite Auflage, Stahel, Würzburg 1865. (Digitalisat).